# دروگن
دروگن (به آلمانی: Drogen) یک شهر در آلمان است که در اتنبرگر لند واقع شده‌است. دروگن ۱۶۵ نفر جمعیت دارد.